# Paroisse de Brunswick
Pour les articles homonymes, voir Brunswick.
La paroisse de Brunswick est à la fois une paroisse civile et un ancien district de services locaux (DSL) canadien du comté de Queens, au Nouveau-Brunswick. Dans le cadre de la réforme de la gouvernance locale du 1er janvier 2023, le territoire du DSL a été réparti entre la communauté rurale de Butternut Valley et le district rural de Kings.

## Toponyme

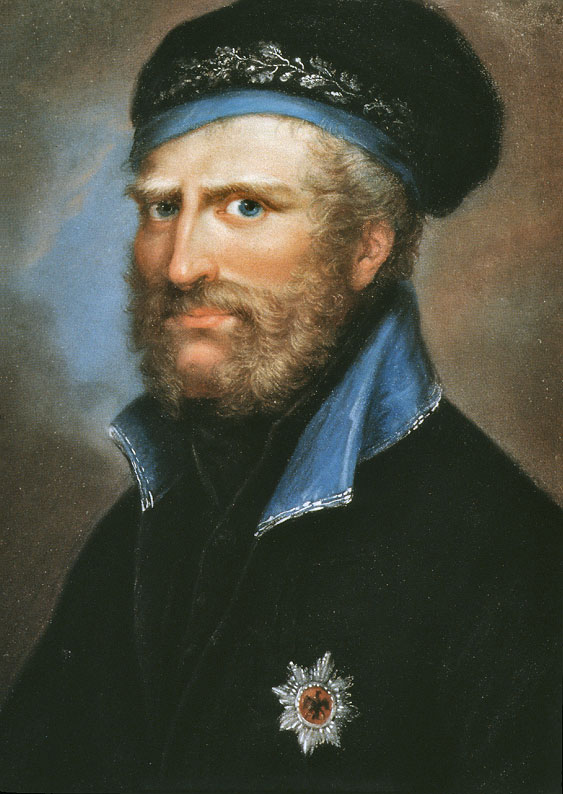
Frederick William, duc de Brunswick.

Il y a deux hypothèses tentant d'expliquer l'origine du nom Brunswick. La première veut que la paroisse soit nommée en l'honneur de Frederick William, duc de Brunswick. La seconde veut que ce soit un hommage à la famille royale britannique.

## Géographie

### Villages et hameaux
La paroisse comprend les hameaux de Brookvale, Canaan Forks et Cherryvale.

## Histoire
New Canaan est fondé en 1792 par George Price et quinze familles loyalistes, toutes baptistes, de la vallée du fleuve Saint-Jean. Après 1800, la population fonde les autres hameaux de la paroisse; ils en reçoivent la concession en 1809. Une concession est arpentée en 1859 au ruisseau Riders, grâce au Labor Act (Loi sur le travail) mais jamais colonisée.
La municipalité du comté de Queens est dissoute en 1966. La paroisse de Brunswick devient un district de services locaux en 1967.

## Démographie
| 2001 | 2006 | 2011 | 2016 |
| ---- | ---- | ---- | ---- |
| 249  | 242  | 192  | 203  |

## Économie
Entreprise Central NB, membre du Réseau Entreprise, a la responsabilité du développement économique.

## Administration

### Comité consultatif
En tant que district de services locaux, Brunswick est administré directement par le Ministère des Gouvernements locaux du Nouveau-Brunswick, secondé par un comité consultatif élu composé de cinq membres dont un président.

### Commission de services régionaux
La paroisse de Brunswick fait partie de la Région 8, une commission de services régionaux (CSR) devant commencer officiellement ses activités le 1er janvier 2013. Contrairement aux municipalités, les DSL sont représentés au conseil par un nombre de représentants proportionnel à leur population et leur assiette fiscale. Ces représentants sont élus par les présidents des DSL mais sont nommés par le gouvernement s'il n'y a pas assez de présidents en fonction. Les services obligatoirement offerts par les CSR sont l'aménagement régional, l'aménagement local dans le cas des DSL, la gestion des déchets solides, la planification des mesures d'urgence ainsi que la collaboration en matière de services de police, la planification et le partage des coûts des infrastructures régionales de sport, de loisirs et de culture; d'autres services pourraient s'ajouter à cette liste.

### Représentation et tendances politiques
Nouveau-Brunswick: Brunswick fait partie de la circonscription provinciale de Petitcodiac, qui est représentée à l'Assemblée législative du Nouveau-Brunswick par Sherry Wilson, du Parti progressiste-conservateur. Elle fut élue en 2010.
 Canada: Brunswick fait partie de la circonscription fédérale de Fundy Royal, qui est représentée à la Chambre des communes du Canada par Rob Moore, du Parti conservateur. Il fut élu lors de la 38e élection générale, en 2004, puis réélu en 2006 et en 2008.

## Vivre dans la paroisse de Brunswick
Le DSL est inclus dans le territoire du sous-district 10 du district scolaire Francophone Sud. Les écoles francophones les plus proches sont à Fredericton et Oromocto alors que les établissements d'enseignement supérieurs les plus proches sont dans le Grand Moncton.
Le bureau de poste et le détachement de la Gendarmerie royale du Canada le plus proche est à Petitcodiac.
Les anglophones bénéficient du quotidien Telegraph-Journal, publié à Saint-Jean. Les francophones bénéficient quant à eux du quotidien L'Acadie nouvelle, publié à Caraquet et de l'hebdomadaire L'Étoile, de Dieppe.

## Culture

### Architecture et monuments
Un pont couvert traverse la rivière Canaan à Cherryvale. Le pont fut construit en 1927 et mesure 50 mètres de long.